# LulzSec
LulzSec of Lulz Security was een hackersgroep die in maart 2011 bekend raakte door aanvallen op diverse prominente doelwitten, waaronder het PlayStation Network van Sony. Ook hackte de groep onder andere websites van de Amerikaanse Senaat, de website van de Central Intelligence Agency (CIA) en lekten zij privacygevoelige informatie. Het motto van de groep luidt: The world's leaders in high-quality entertainment at your expense. Eerder was dit Laughing at your security since 2011.
De naam van de groep is ontleend aan het internetneologisme lulz voor LOL ("laughing out loud"). Wachtwoorden van Fox Broadcasting Company werden gestolen en bekendgemaakt, wat de beveiliging van dit bedrijf in een slecht daglicht plaatste. Volgens The Wall Street Journal waren de aanvallen van de groep eerder streken dan te beschouwen als een serieuze cyberoorlog. Tevens merkten beveiligingsdeskundigen op dat deze groep de betreffende bedrijven wakker schudde en met haar acties de noodzaak tot een betere beveiliging aantoonde.
Vanaf juni 2011 richtte deze hackersgroep zich ook op games. Zo vielen ze het spel EVE Online tot twee keer toe aan en Minecraft één keer. Beide servers en hun website werden platgelegd met DDoS-aanvallen. Verder werd de dienst "Sega Pass" gehackt, waarbij van 1,3 miljoen gamers de gebruikersgegevens werden gestolen. De betalings- of creditcardgegevens werden hierbij echter niet gestolen. Als reactie zette Sega de wachtwoorden van de gehackte accounts terug en haalde het de dienst tijdelijk offline.